# Ort (moneta)
Ort – srebrna moneta bita w Rzeczypospolitej Obojga Narodów od XVII do XVIII wieku, początkowo o równowartości ¼ talara, później 16–, a następnie 18 groszy.

## Rys historyczny
Pierwsze orty wybito w Gdańsku w roku 1608 na wzór niemieckiego ortstalara. Dzięki nowemu gatunkowi miasto chciało zapewnić sobie swobodę w zawieraniu transakcji zagranicznych. Równowartością jednego orta było początkowo 10– (1608 r.), następnie 16– (1623 r.), a później 18 groszy (od 1650 r.). Gatunek ten szybko rozpowszechnił się na terenie całej Rzeczypospolitej – w kilkanaście lat od pierwszej emisji bito go w mennicach:
- koronnej w Bydgoszczy,
- miejskiej Gdańska,
- lennej w Królewcu,

a później także litewskiej w Wilnie.
Za panowania Augusta II orta zrównano z tymfem (uniwersał Przebendowskiego z 1717 r.). Ostatni raz ort/tymf został wybity w 1766 r. jako moneta próbna.
W słowniku języka polskiego wydanym w 1904 r. istnieje hasło półurcie, czyli moneta o wartości półorta, nazywana też piętakiem lub groszem popielnym, będąca równowartością ⅛ talara kolońskiego. W polskiej literaturze przedmiotu o charakterze monograficznym nie ma potwierdzenia istnienia takiego gatunku monetarnego bitego dla ziem polskich. W katalogach poświęconym monetom XVIII-wiecznym wymieniane są półorty bite przez Augusta II Mocnego jak i Augusta III Sasa dla Saksonii.